# Linie spectrală
Linia spectrală reprezintă tranziția cuantică a unui electron dintre diferitele nivele energetice din atomi si molecule.